# Anatole rossi
Anatole rossi är en fjärilsart som beskrevs av Clench 1964. Anatole rossi ingår i släktet Anatole och familjen Riodinidae. Inga underarter finns listade i Catalogue of Life.